# 拉马克-科兰古站
拉馬克-科蘭古站（法語：Lamarck - Caulaincourt，法語發音：[lamark colɛ̃kuʁ]）是巴黎地鐵的一個車站，得名于纪念法国博物学家让-巴蒂斯特·拉马克的拉马克路和纪念法国军官、外交官阿尔芒·德·科兰古的科兰古路。拉馬克-科蘭古站位於巴黎十八區的蒙馬特地區，是巴黎地鐵12號線的車站。拉馬克-科蘭古站只有一個入口，月台位於入口以下25米（82英尺）處。

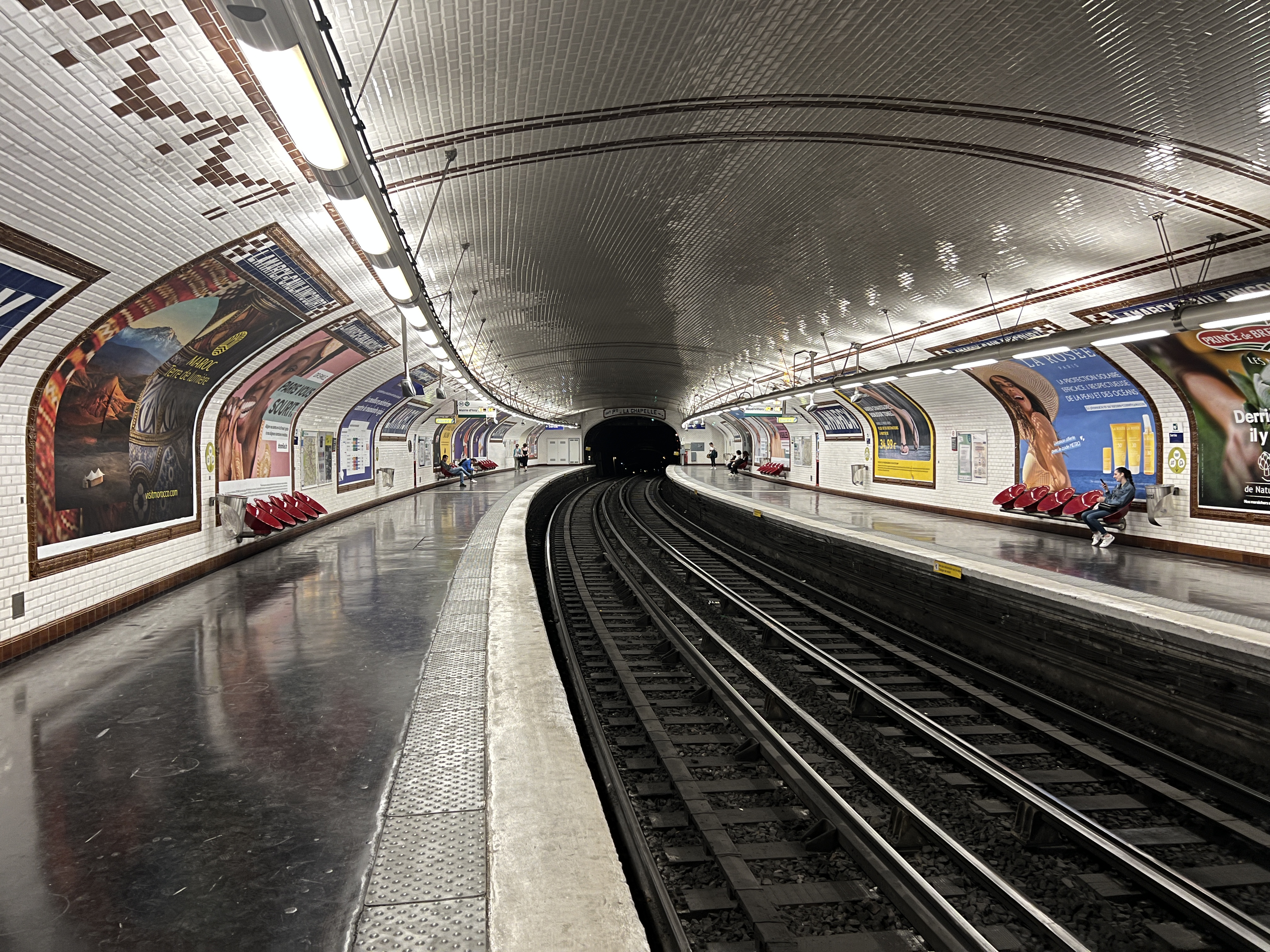
月台（2022年6月）

## 車站結構
| 街道層     |                    |                                   |
| B1         | 夾層               |                                   |
| 12號線月台 | 側式月台，右側開門 | 側式月台，右側開門                |
| 12號線月台 | 南行               | 往伊西市政府（阿貝斯）            |
| 12號線月台 | 北行               | 往欧贝维利耶市政府（朱尔·若弗兰） |
| 12號線月台 | 側式月台，右側開門 |                                   |